# 郭拉洽

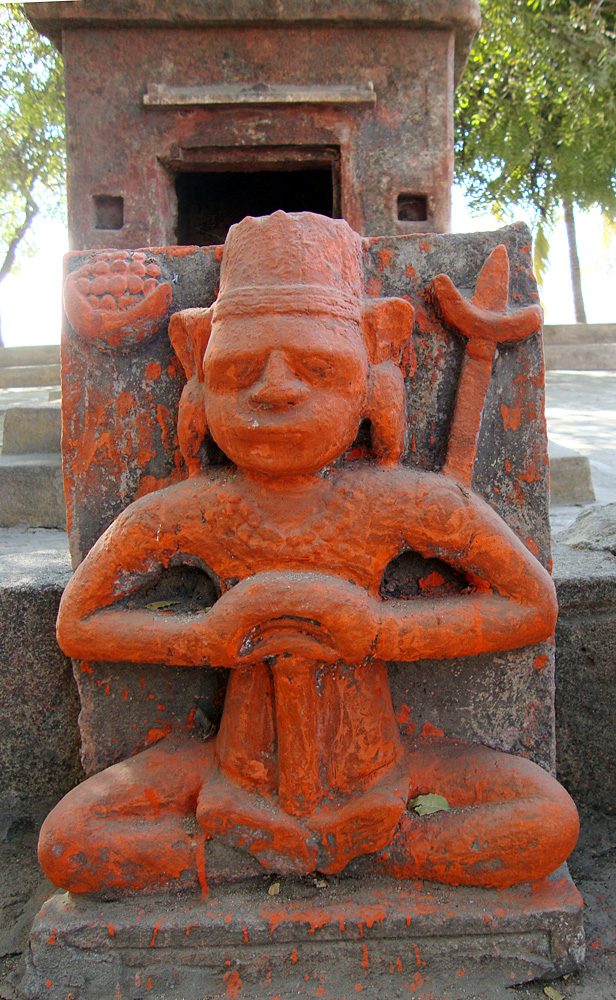
博尔本德尔的郭拉洽雕像

郭拉洽(梵文：Goraksha)，印度大乘密宗人士，八十四成就者之一。

## 簡介
瑜珈的實際創始者，並且留下了第一本拙火瑜珈的紀錄，一說其上師為马琴德拉纳特。
郭拉洽是賣香人的兒子，一日阿金達尊者出現在正在放牧的郭拉洽面前，告訴他有個王子被砍斷四肢綁在樹上，問他能否能夠照顧他，郭拉洽答應了，每天供以飲食清理，十二年不間斷。十二年後，王子佐朗噶長出手腳，並欲傳授郭拉洽密法，卻被郭拉洽拒絕。王子如實轉述給阿金達，阿金達十分高興，便為郭拉洽舉行灌頂，並傳授與密續。
郭拉洽證得大手印後，阿金達指示他要救滿千萬眾生方可成佛，於是郭拉洽逢人便授予密法，卻遭阿金達斥責，而後僅傳法予有法緣者，可以聽見郭拉洽的鼓聲便是有緣。
其他的故事中，郭拉洽的上師墮落犯險，沉迷於兩個皇后與一千六百個侍女之間，於是郭拉洽假扮女子混入，並斷除上師對該處的種種依戀，才成功的救出上師。